# Säule Käribajewa
Säule Maratqysy Käribajewa (kasachisch Сәуле Маратқызы Кәрібаева Säule Maratqyzy Kärıbaeva; * 23. April 1987 in Almaty) ist eine kasachische Fußballspielerin.

## Karriere

### Verein
Käribajewa begann 2004 ihre Karriere beim Verein Alma KTZh, mit dem sie unter anderem an der UEFA Women’s Champions League teilnahm. Später wechselte sie 2010 zu BIIK Kazygurt.

### Nationalmannschaft
Käribajewa gab ihr Debüt in der 
kasachischen Frauen-Nationalmannschaft im Jahr 2004. Sie nahm an mehreren Qualifikationsrunden für die FIFA-Frauen-Weltmeisterschaft und die UEFA-Frauen-Europameisterschaft teil.